# Kraczew
Kraczew – wieś w Polsce położona w województwie lubelskim, w powiecie zamojskim, w gminie Komarów-Osada.
| SIMC    | Nazwa  | Rodzaj    |
| ------- | ------ | --------- |
| 0890838 | Pustki | część wsi |

W latach 1975–1998 miejscowość administracyjnie należała do województwa zamojskiego.
Wieś jest sołectwem w gminie Komarów-Osada. Według Narodowego Spisu Powszechnego z roku 2011 wieś liczyła 69 mieszkańców.
Wierni Kościoła rzymskokatolickiego należą do parafii Nawiedzenia Najświętszej Maryi Panny w Wożuczynie.

## Historia
Kraczew (także Kraczów) w wieku XIX – wieś w gminie Komarów. Według notki Słownika geograficznego Królestwa Polskiego z roku 1883 wieś została założona przez Kraczewskich w XVIII wieku. Kraczewski, „który sprowadził z Galicji serwetników (chłopów pańszczyźnianych), wybudował im domy i ziemi na ogród udzielił, nie żądając pańszczyzny. Ludność z uwielbieniem opowiada dotąd o swym dobrodzieju i rokrocznie w, sierpniu Kraczew obchodzi pamiątkę założenia”, jak mówi relacja z końca XIX wieku.
Po Kraczewskich wieś przejęli Wydżgowie, którzy posiadali ją do 1864 roku. Według spisu z roku 1827 wieś liczyła 27 domów i 139 mieszkańców.
W czasie okupacji niemieckiej mieszkająca we wsi Franciszka Walczyszyn udzieliła pomocy żydowskiej rodzinie Sohar. W 2010 roku Instytut Jad Waszem podjął decyzję o przyznaniu Franciszce Walczyszyn tytułu Sprawiedliwej wśród Narodów Świata.